# Anastassija Soprunowa
Anastassija Walerjewna Soprunowa (russisch Анастасия Валерьевна Сопрунова, engl. Transkription Anastasiya Soprunova; * 14. Januar 1986 in Ust-Kamenogorsk, Kasachische SSR, UdSSR) ist eine kasachische Hürdenläuferin, die sich auf die 100-Meter-Distanz spezialisiert hat.

## Sportliche Laufbahn
Erste Erfahrungen bei internationalen Meisterschaften sammelte Anastassija Soprunowa im Jahr 2003, als sie bei den Jugendweltmeisterschaften in Sherbrooke mit 14,35 s über die Jugendhürden in der ersten Runde ausschied. 2008 belegte sie bei den Hallenasienmeisterschaften in Doha in 8,77 s den achten Platz im 60-Meter-Lauf und gewann über 60 m Hürden in 8,34 s die Silbermedaille hinter der Chinesin Liu Jing. Im Jahr darauf schied sie bei der Sommer-Universiade in Belgrad mit 13,55 s im Halbfinale über 100 m Hürden aus und gewann anschließend bei den Hallenasienspielen in Hanoi in 8,39 s die Bronzemedaille über 60 m Hürden hinter der Thailänderin Wallapa Pansoongneun und ihrer Landsfrau Natalja Iwoninskaja gewann. Anschließend belegte sie bei den Asienmeisterschaften in Guangzhou in 13,94 s den achten Platz. 2010 nahm sie erstmals an den Asienspielen ebendort teil und wurde dort in 13,28 s Vierte im Hürdensprint und konnte ihren Vorlauf mit der kasachischen 4-mal-100-Meter-Staffel nicht beenden.
2011 klassierte sie sich bei den Asienmeisterschaften in Kōbe in 13,32 s auf dem fünften Platz und schied anschließend bei den Studentenweltspielen in Shenzhen mit 13,43 s im Halbfinale aus. Sie startete auch bei den Weltmeisterschaften in Daegu, scheiterte dort aber mit 13,43 s in der Vorrunde. Im Jahr darauf erreichte sie bei den Hallenasienmeisterschaften in Hangzhou in 8,47 s Rang fünf über 60 m Hürden und nahm im Sommer im 100-Meter-Hürdenlauf an den Olympischen Spielen in London teil, schied dort aber mit 13,40 s in der ersten Runde aus. 2013 gewann sie dann bei den Asienmeisterschaften in Pune in 13,44 s die Silbermedaille hinter der Japanerin Ayako Kimura und schied anschließend bei den Weltmeisterschaften in Moskau mit 13,85 s in der Vorrunde aus. 2014 gewann sie bei den Hallenasienmeisterschaften in Hangzhou mit 8,27 s die Silbermedaille hinter der Chinesin Wu Shuijiao. 2016 siegte sie ursprünglich bei den Hallenasienmeisterschaften in Doha, gab aber kurz darauf einen positiven Dopingtest ab und wurde daraufhin bis August 2020 gesperrt und ihre gewonnene Medaille aberkannt.
In den Jahren 2010 und 2015 wurde Soprunowa kasachische Meisterin im 100-Meter-Hürdenlauf sowie 2007 und 2008 wie auch 2010 und 2012 Hallenmeisterin über 60 m Hürden.

## Persönliche Bestzeiten
- 100 Meter: 11,79 s (+0,9 m/s), 18. September 2008 in Bhopal
  - 60 Meter: 7,65 s, 27. Januar 2010 in Qaraghandy
- 100 m Hürden: 12,95 s (+0,9 m/s), 19. Juni 2012 in Almaty
  - 60 m Hürden (Halle): 8,26 s, 28. Januar 2010 in Qaraghandy